# Malise Graham
Malise Graham (né vers 1406/1413 et mort en 1490) est un noble écossais qui fut le 3e comte de Strathearn et le 1er comte de Menteith.

## Biographie
Malise Graham est le fils de Patrick Graham, 2e comte de Strathearn et d'Euphemia Stuart fille et héritière de David Stuart, comte de Strathearn, 4e fils du roi Robert II d'Écosse. Le mariage de ses parents arrangé vers 1400 est concrétisé en 1406 et Malise Graham nait entre cette date et le meurtre de son père en 1413.Dans un premier temps le Strathearn est administré par sa mère, mais en 1416 la tutelle sur Malise et ses domaines est attribuée à Walter Stuart, comte d'Atholl, son grand oncle. Le comte d'Atholl demeure son tuteur pendant la décennie suivante et progressivement il assoit son autorité sur le Strathearn 
En 1424 Malise Graham est désigné pour être l'un des otages en Angleterre en garantie de la libération du roi Jacques Ier. Il ne rejoint l'Angleterre qu'en 1427 lorsque l'accord est finalement conclu. En septembre de la même année il est dépossédé de son comté de Strathearn qui est attribué au comte d'Atholl il obtient en compensation du roi un comté de Menteith tronqué. Mais cette investiture est purement nominale car le mois où il la reçoit il rejoint l'Angleterre en garantie du paiement de la rançon du roi. Le traitement injuste infligé à Malise Graham est très mal ressenti par sa parenté dont Sir Robert Graham qui contrôle des domaines dans le  Strathearn et Archibald Douglas, 5e comte de Douglas, le mari de sa sœur Euphemia. Mais selon les historiens ce n'est pas l'incident majeur qui perturbe la suite du règne du roi Jacques Ier. En effet le comte de Douglas à ses propres conflits avec le roi et Robert Graham continue de collaborer avec le comte d'Atholl dans le  Strathearn. Par comparaison au traitement infligé par le nouveau roi au parti des Stuart d'Albany le cas de Malise est insignifiant .
Pendant les vingt cinq années suivantes Malise réside comme un otage oublié au château de Pontefract dans le Yorkshire de l'Ouest. Il revient en Écosse au moment le plus critique de la crise entre le roi Jacques II et les Black Douglas consécutif au meurtre de William Douglas 8e comte en 1452. Les frères de Douglas et James Hamilton, le second époux de la sœur de Malise Graham, négocient sa libération ce qui est considérée comme une intention de rappeler d'exil un prétendant au trône. Comme descendant du second mariage, indiscutablement légal, du roi Robert II d'Écosse, certains historiens ont en effet estimé que Malise Graham avait des droits à la succession royale, face à la légitimité douteuse de Jacques II d'Écosse. Il n'y a pas de preuve que sa libération soit liée à cette considération. Toutefois les Douglas cherchent sans doute à embarrasser le roi Jacques II en soulignant le fait que son père n'avait pas hésité à abandonner les otages de sa libération. Malise Graham ne se présente d'ailleurs pas comme un prétendant au trône. Il parait au Parlement de 1455 qui déchoit les Douglas ainsi qu'à ceux des années suivantes : 1464, 1469, 1471, 1476, 1477, 1478 et 1481 et pendant 35 années il apparaît comme le moins actif des comtes d'Écosse. Il meurt en 1490. Son fils et héritier le « Maître de Menteith » étant prédécédé il a comme successeur son petit-fils Alexandre 2e comte de Menteith.

## Unions et postérité
Malise Graham se marie deux fois la première avec Jane Rochford et la seconde avec une certaine Marion, parfois identifiée avec une fille de sir Colin Campbell 1er lord de Glenorchy. De ses épouses ils laissent deux enfantsː
- Euphemia épouse en 1re noce avant 1456 Robert Vaux de Barnbarroch puis avant 1459 Sir William Stuart.
- Patrick (mort le 3 mars 1482/83), père d'Alexandre Graham (mort en 1536/37) 2e comte de Menteith

## Source
(en) M. H. Brown  « Graham, Malise, third earl of Strathearn and first earl of Menteith (1406x13–1490)  », Oxford Dictionary of National Biography, Oxford University Press, 2004 